# قتل یاسین اج
یاسین علی اِج (به انگلیسی: Yaseen ali Ege) پسر بچهٔ ۷ سالهٔ مسلمان ساکن ولز بود که به‌خاطر حفظ نکردن آیه‌های قرآن در حدی که مورد انتظار والدینش بود، توسط مادرش مورد ضرب و جرح قرار گرفت و درگذشت. مرگ یاسین در ژوئیهٔ ۲۰۱۰ و پس از آن‌رخ داد که مادرش (سارا اِج) در یک دورهٔ زمانی ۳ ماهه او را با چوب و چکش تنبیه می‌کرد و در یک آلونک حبسش می‌کرد. در دادگاه گفته‌شد که «یاسین زمانی که در حفظ بخش‌هایی از قرآن ناکام ماند، بی‌رحمانه مورد ضرب و جرح قرار گرفت و در حالتی که هنوز داشت متن را زمزمه می‌کرد از حال رفت و به زمین افتاد».
سارا پس از آن‌که متوجه مرگ یاسین شد، برای آن‌که قتل او را «مرگ بر اثر سانحه» جلوه دهد، جسد را به ژل آتش‌زا آغشته کرد و آن را سوزاند. این مسئله باعث شد در ابتدا کارکنان اورژانس دلیل مرگ یاسین را سوختگی شدید تشخیص دهند اما پس از کالبدشکافی مشخص شد یاسین پیش از آتش‌سوزی مرده بوده و از شکستگی‌هایی در یکی از بازوهایش، یکی از انگشتانش و دنده‌هایش رنج می‌برده.
در ژانویهٔ ۲۰۱۳ دادگاه شهر کاردیف سارا اِج را در مرگ پسرش مقصر تشخیص داد و او را به حبس ابد (۱۷ سال قطعی) محکوم کرد. طبق اعلام دادگاه سارا که اصالتاً هندی و دانش‌آموختهٔ رشتهٔ ریاضی است، آرزو داشته فرزندش حافظ قرآن شود. او در دادگاه چندین بار ادعا کرد صداهایی از جانب شیطان می‌شنیده که او را به انجام این کار ترغیب می‌کرده و همچنین ارواح خبیثی که او آن‌ها را جن می‌دانست.